# Trelleborgar

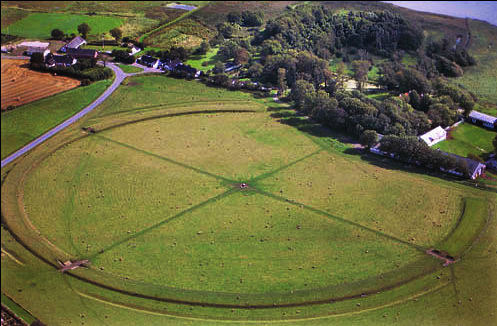
Trelleborg vid Aggersborg

Trelleborgar är danska ringformade vikingaborgar, som är uppkallade efter den första, som blev funnen vid Slagelse och utgrävd 1936–1941. Sedan dess har ett antal trelleborgar hittats i nuvarande Danmark samt två i Skåne. Trelleborgar hade jordvallar, träbeklädnad och framförliggande torrgrav.

## Datering
Trelleborg på Själland och Fyrkat är dendrokronologiskt daterade till år 980 då Harald Blåtand var kung i Danmark och Skåneland. De andra borgarna har daterats till samma tid. Emellertid har flera av borgarna byggts i flera faser där den äldsta daterats till 700-talet. Den sista byggfasen med de geometriskt ordnade karréhusen tycks endast varit i bruk under något tiotal år och på Nonnebacken i Odense och i skånska Trelleborg har man inte hittat några spår efter den sista byggfasens karréhus. Denna borg avviker även lite från den geometriska cirkelformen. Nonnebacken verkade dessutom bara ha haft två portar.

## Konstruktion

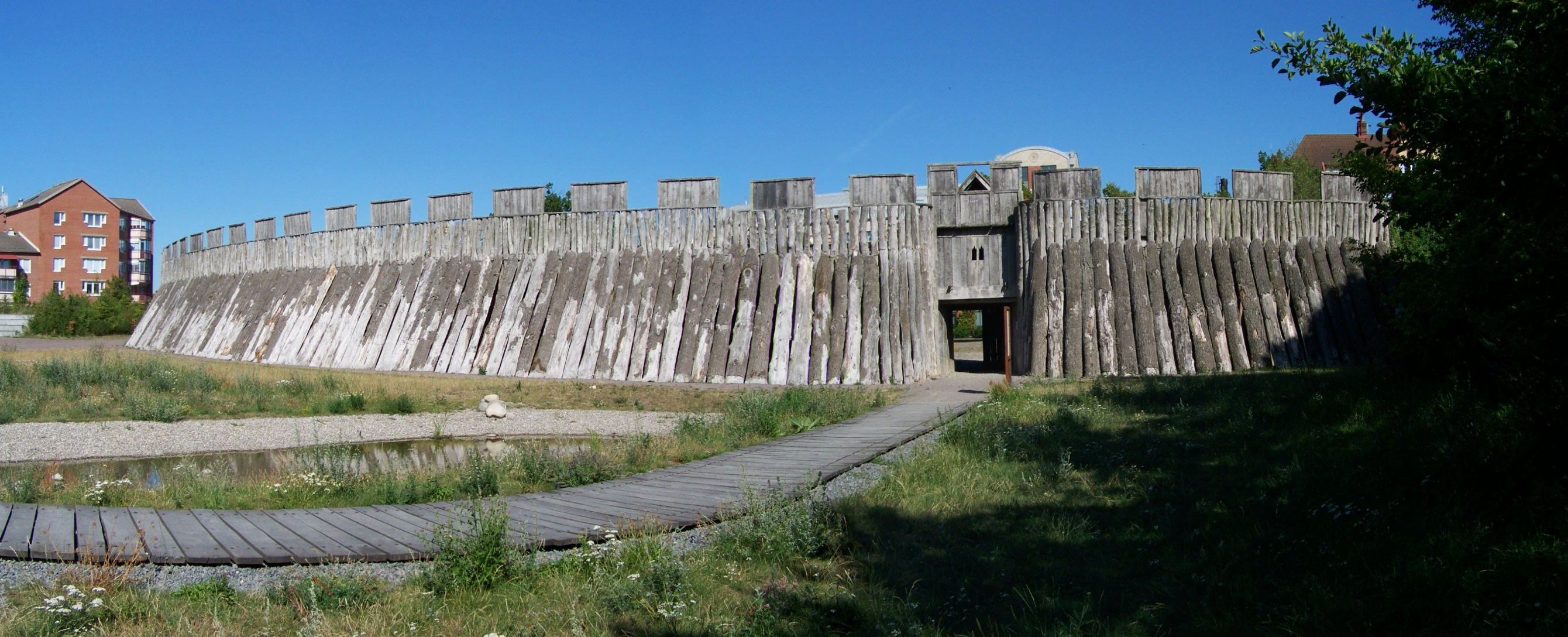
Trelleborgen (rekonstruktion) i Trelleborg

Trelleborgarna är byggda av jordvallar klädda med trästockar (trällor) och med troligen en träpalissad ovanpå. Ringformen beskriver i flera fall perfekta cirklar med fyra ingångar, en från varje väderstreck (ungefärligt). Utanför vallen fanns ett valldike som ej varit vattenfyllt, men tjänat till att förlänga vallens branta längd för att försvåra angrepp. Borgarna ligger undantagslöst i direkt anslutning till vattenvägar.

## Funktion
Det faktum att de var enkla att bygga (en perfekt cirkel är ju lättare att rita upp än en oregelbunden) samt att rester av så många borgar har påträffats, tyder på att deras ursprungliga antal var stort. Att de är byggda samtidigt tyder också på en centralt planlagd funktion. Harald Blåtand var utöver "den Harald som vann Danmark och gjorde danerna kristna" även den Harald som började införa ett beskattningssystem av befolkning och handel. Till detta måste han behövt soldater och administrativ personal, samt lättförsvarade platser där skatten kunde samlas ihop för att skeppas vidare. Det är i detta perspektiv man måste se tillkomsten av trelleborgarna under Harald Blåtand.

## Kontext

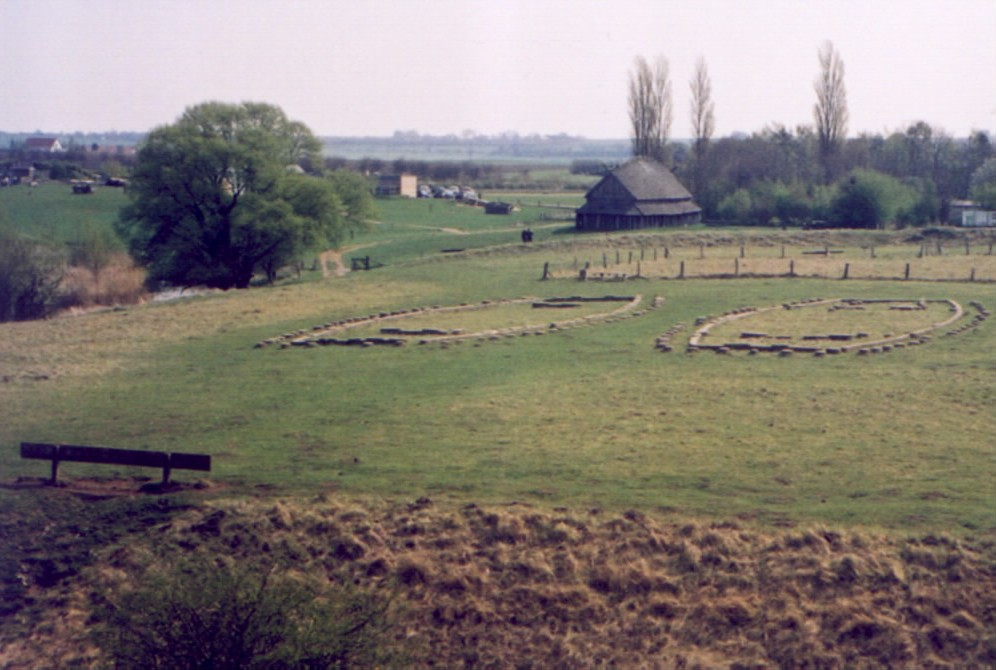
Trelleborg vid Slagelse.

De äldre byggfaserna i trelleborgarna är samtida med ett helt system ringborgar som påträffats i nuvarande Friesland, Zeeland och Flandern daterade till 700–800-talen. Många har påträffats i städer där dess äldsta delar än i dag minner om borgens runda form. En av dessa i Oost-Souborg, Zeeland (51°27′48″N 3°36′16″Ö / 51.46333°N 3.60444°Ö) har grävts ut och vallarna rekonstruerats. Denna har en ringvall i samma storleksordning som en trelleborg och de typiska korsande gatorna. Ett antal byggnader har också funnits i borgen, men dessa var inte organiserade geometriskt som danska borgarnas karréhus. Andra sådana platser är Den Burg i Friesland (53°3′15″N 4°47′52″Ö / 53.05417°N 4.79778°Ö), Burgh i Zeeland (51°41′25″N 3°44′9″Ö / 51.69028°N 3.73583°Ö), Middleburg i Zeeland (51°30′0″N 3°36′49″Ö / 51.50000°N 3.61361°Ö) med flera. Drygt ett dussin sådana borgplater är kända idag i dessa områden.
Cirkelformade borgar var mycket vanliga i hela Centraleuropa etablerade under sen järnålder och folkvandringstid. I Tyskland finns åtskilliga s.k. slaviska borgar efter vendiska folkgrupper. Dessa verkar dock mera ha karaktär av befästa bosättningar i en orolig tid än av primära kontroll/försvarsposter byggda av en centralmakt, och många av dem utgör kärnan i det som senare utvecklades till större byar och städer.

## Namnet
Namnet trelleborg har getts flera förklaringar. En av de mest populära är att det var en plats man förvarade trälar i (för handel med dem). Det finns många argument mot det synsättet. En mer trolig förklaring är att det är en borg byggd av "trällor", ett gammalt danskt ord för trästock. Det har dock även gjorts gällande att ordet träl är det nordiska ordet för slav som i sin tur härleds från namnet slaver. I det perspektivet skulle de vendiska borgar som byggts på nuvarande dansk mark möjligen på det sättet kunnat få namnet 'trälarnas borg' dvs. 'slavernas borg'. Eventuellt har namnet genomgått betydelseförskjutning under de århundraden som denna borgtyp användes.
Namnet Trelleborg/Trälleborg och namnvarianter förekommer som ortnamn på ett stort antal platser i Danmark, Skåne, Halland, Blekinge och Småland. I vissa fall kan säkert ringborgar dölja sig bakom namnen, men namnet har även använts i folkmun för andra företeelser. Till exempel har stenlabyrinterna trojeborgar i vissa fall kallats trelleborgar. I Småland förekommer namnet på flera platser som beteckning på en stenig och svårbrukad åkermark.

## Lista över trelleborgar

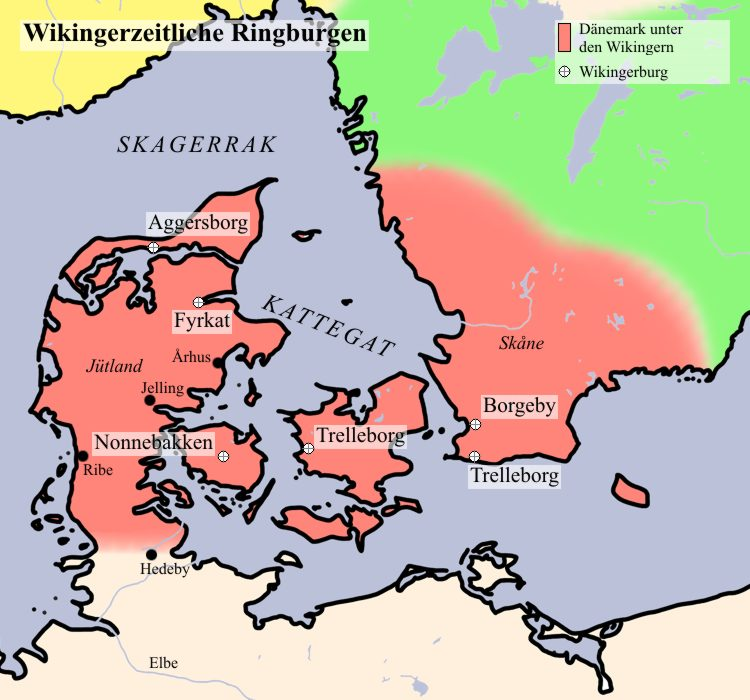
Karta över trelleborgar

- Aggersborg vid Limfjorden, Danmark
- Borgring[2] vid Køge, Danmark
- Fyrkat vid Hobro, Danmark
- Nonnebakken under Odense, Danmark
- Trelleborg vid Slagelse, Danmark
- Trelleborgen i Trelleborg, Sverige
- Borgeby i Lomma kommun, Sverige

Vid utgrävningar i Helsingborg (ortnamn känt från 1025 vars efterled -borg indikerar en vikingaborg) på den forna Clemenskyrkans kyrkogård nära slottstornet Kärnan har det påträffats rester efter en vallgrav som tolkats som att den möjligen ingått i en trelleborg.

### Jämförelser
| Plats                           | Inre diameter | Vallbredd | Antal hus | Husens längder | Kartbild                                      |
| ------------------------------- | ------------- | --------- | --------- | -------------- | --------------------------------------------- |
| Trelleborg (Själland)           | 136 m         | 19 m      | 16        | 29,4           | 55°23′38″N 11°15′55″Ö / 55.39389°N 11.26528°Ö |
| Aggersborg (Jylland)            | 240 m         | 11 m      | 48        | 32,0           | 56°59′43″N 9°15′17″Ö / 56.99528°N 9.25472°Ö   |
| Borgring (Själland)             | 122 m         | ca 11 m   |           |                | 55°28′11″N 12°7′20″Ö / 55.46972°N 12.12222°Ö  |
| Fyrkat (Jylland)                | 120 m         | 13 m      | 16        | 28,5           | 56°37′24″N 9°46′14″Ö / 56.62333°N 9.77056°Ö   |
| Nonnebakken (Fyn)               | 120 m         |           |           |                | 55°23′29″N 10°23′15″Ö / 55.39139°N 10.38750°Ö |
| Trelleborg (Skåne)              | 125 m         |           |           |                | 55°22′36″N 13°8′53″Ö / 55.37667°N 13.14806°Ö  |
| Borgeby (Skåne)                 | 150 m         | 15 m      |           |                | 55°45′6″N 13°2′15″Ö / 55.75167°N 13.03750°Ö   |
| Oost-Souborg (Zeeland, se ovan) |               |           |           |                | 51°27′48″N 3°36′16″Ö / 51.46333°N 3.60444°Ö   |